# Ghosts of the Abyss
Ghosts of the Abyss é um documentário de 2003 lançado pela Walt Disney Pictures e Walden Media. Foi dirigido pelo diretor vencedor do Óscar James Cameron por seu filme de 1997 Titanic. Durante agosto e setembro de 2001, Cameron e um grupo de cientistas organizaram a expedição ao local dos destroços do RMS Titanic, e se dividiram em dois submersíveis Russos para obter imagens mais detalhadas do que qualquer outra equipe anterior. Com a ajuda de dois pequenos ROVs, apelidados de "Jake" e "Elwood", a plateia também pode ver imagens da parte interna do Titanic e com a ajuda de CGI, pode ver a aparência original do navio sobreposta nas imagens obtidas no leito marinho.
Também ao longo da jornada Cameron convidou seu amigo, o ator Bill Paxton, que fez o papel de Brock Lovett no filme de 1997. Paxton narra o evento por sua visão. O filme estreou em IMAX 3D e foi indicado para um prêmio da BFCA por Melhor Documentário. Os submersíveis Mir 1 e Mir 2 levou a equipe de filmagem em 12 mergulhos.
O filme é também conhecido como Titanic 3D: Ghosts of the Abyss.

## História
O diretor James Cameron retorna ao local do naufrágio em 1912 do RMS Titanic, a bordo do navio de pesquisas Russo Akademik Mstislav Keldysh. Com uma equipe de historiadores e especialistas marinhos, além de seu amigo Bill Paxton, ele embarca em uma aventura de volta ao sepulcro final de 1.517 pessoas mortas em 1912. Usando tecnologia desenvolvida para esta expedição, Cameron e sua equipe estão preparados para explorar virtualmente todos os destroços, por dentro e por fora, como nunca antes. Este documentário foi feito para cinemas IMAX 3D e especialmente equipados com filmes em 35 mm 3D. Cameron e sua equipe traz o público para pontos não vistos desde o naufrágio e explora por que o navio continua a intrigar e fascinar o público. Enquanto filmavam em 11 de setembro de  2001, a equipe ouve falar sobre os ataques de 11 de setembro de 2001 ao World Trade Center e ao Pentágono. Depois, todos eles comparam e refletem sobre a tragédia de 11 de setembro com a tragédia do Titanic.

## Elenco
Durante o filme, há recriações dos eventos que são discutidos usando representações em CGI do interior do Titanic.
- Don Lynch como desenhista do Titanic Thomas Andrews
- Ken Marschall como Presidente J. Bruce Ismay
- Miguel Wilkins como Qm. Robert Hichens
- Federico Zambrano como John Jacob Astor IV
- Dale Ridge como Elizabeth Lines
- Judy Prestininzi como Molly Brown
- Adrianna Valdez como Helen Churchill Candee
- Justin Shaw como Oficial de Rádiotelégrafo Jack Phillips
- Thomas Kilroy como a pessoa que joga pôquer
- Charlie Arneson como Primeiro Oficial William Murdoch
- Piper Gunnarson como Madeleine Astor
- John Donovan como Capitão Edward Smith
- Janace Tashjian como Edith Russell
- Jesse Baker como Segundo Oficial Charles Lightoller
- Justin Baker como Quinto Oficial Harold Bride
- Aaron C. Fitzgerald como o Vigia Frederick Fleet

## Lançamento
O filme foi exibido sem concorrer no Festival de Cannes de 2003.

### Mídia doméstica
O filme em DVD tem 90 minutos de duração e está disponível em edição com 2 discos e em edições com 5 discos na Titanic 5-Disc Deluxe Limited Edition.
A Walt Disney Studios Home Entertainment lançou o filme em edição com três discos em Blu-ray 3D, Blu-ray e DVD em 11 de setembro de 2012.
A revista Rolling Stone incluiu o documentário em sua lista de melhores filmes em 3D de todos os tempos, em 2012.

## Trilha sonora

### Faixas
Todas as músicas compostas por Joel McNeely, exceto onde anotado.
| N.º            | Título                     | Vocalista      | Duração |  |
| 1.             | "Departure"                | Glen Phillips  | 2:33    |  |
| 2.             | "Main Title"               |                | 1:16    |  |
| 3.             | "Apprehension"             |                | 1:29    |  |
| 4.             | "Getting Ready"            |                | 1:20    |  |
| 5.             | "Titanic Revealed"         |                | 3:11    |  |
| 6.             | "Floating Above the Deck"  |                | 3:01    |  |
| 7.             | "Dangerous Recovery"       |                | 1:28    |  |
| 8.             | "Valse Septembre"          |                | 2:19    |  |
| 9.             | "The Windows"              |                | 0:47    |  |
| 10.            | "Jake and Elwood"          |                | 2:14    |  |
| 11.            | "The Bots Go In"           |                | 1:33    |  |
| 12.            | "Titsy Bitsy Girl"         |                | 1:52    |  |
| 13.            | "The Grand Staircase"      |                | 1:33    |  |
| 14.            | "Exploring the Staterooms" |                | 1:51    |  |
| 15.            | "Song Without Words"       |                | 2:26    |  |
| 16.            | "Elegance Past"            |                | 2:10    |  |
| 17.            | "Building the Ship"        |                | 1:28    |  |
| 18.            | "I... I Had to Go"         |                | 1:54    |  |
| 19.            | "The Ship's Engines"       |                | 1:42    |  |
| 20.            | "Alexander's Ragtime Band" |                | 1:53    |  |
| 21.            | "The Final Day"            |                | 2:15    |  |
| 22.            | "The End"                  |                | 3:17    |  |
| 23.            | "Memorials"                |                | 1:18    |  |
| 24.            | "Go Toward the Light"      |                | 1:31    |  |
| 25.            | "The Next Morning"         |                | 2:08    |  |
| Duração total: | Duração total:             | Duração total: | 58:29   |  |